# 库尔姆
库尔姆（法語：Courmes，法語發音：[kuʁm]）是法国滨海阿尔卑斯省的一个市镇，位于该省中南部，属于格拉斯区。

## 地理
库尔姆（43°44'33"N, 7°0'32"E）面积15.71 平方千米，位于法国普罗旺斯-阿尔卑斯-蓝色海岸大区滨海阿尔卑斯省，该省份为法国东南部沿海省份，南濒地中海，西南至瓦尔省，西北接上普罗旺斯阿尔卑斯省，北部和东部与意大利接壤。
与库尔姆接壤的市镇（或旧市镇、城区）包括：锡皮耶尔、库尔瑟古勒、古尔东、格雷奥利耶尔、卢河畔图雷特、旺斯。

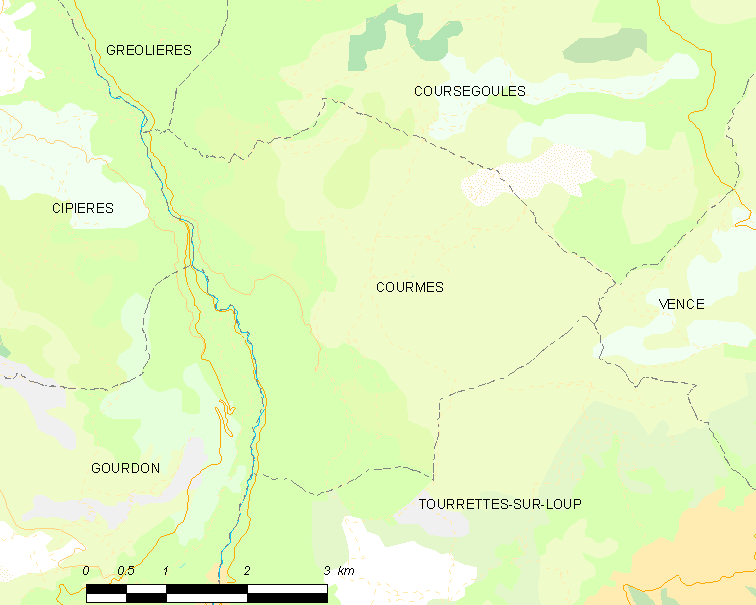
库尔姆的OSM定位图

库尔姆的时区为UTC+01:00、UTC+02:00（夏令时）。

## 行政
库尔姆的邮政编码为06620，INSEE市镇编码为06049。

## 政治
库尔姆所属的省级选区为瓦尔博讷县。

## 人口

1962-2008年间库尔姆人口变化图示

库尔姆于2022年1月1日时的人口数量为108人。